# 1TYM
A 1TYM egy négytagú koreai hiphopegyüttes, a nevének ejtése megegyezik a one time angol kifejezésével.

## Tagjai

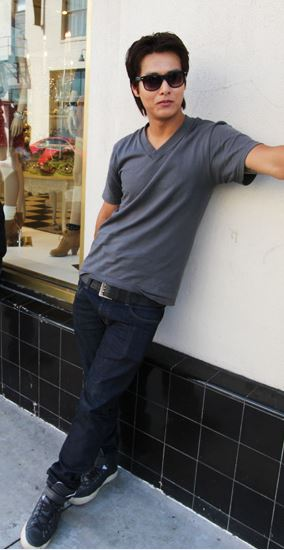
Danny

- 박홍준 Pak Hongdzsun, becenevén Teddy, egyéb ismert nevén Teddy Park: 1978. szeptember 14.
- 임태빈 Im Thebin, becenevén Danny: 1980. május 6.
- 오진환 O Dzsinhvan, becenevén Oh Ji Ral: 1978. július 6.
- 송백경 Szong Bekkjong: 1979. április 12.

## Története
Az együttest 1998-ban hozta létre a YG Entertainment igazgatója, Jang Hjonszok. Pak Hongdzsun (Teddy) és Im Thebin (Danny) az Amerikai Egyesült Államokban nőttek fel, a 1TYM másik két tagja szöuli születésű. A Jinusean együttessel együtt a 1TYM volt a YG Entertainment első szerződött előadóinak egyike. Debütálú dalukat Perry és Q, a YG producerei írták a második albumtól kezdve azonban az együttes maga szerezte a dalait.
Később az együttes vezére, Teddy maga is producer lett a YG Entertainmentnél, többek között a Big Bang, a 2NE1 és Se7en több dalának szerzője, illetve társszerzője. 2009-ben felkérték, hogy írjon dalt Lady Gaga számára, ám a producer elfoglaltságaira hivatkozva visszautasította a lehetőséget.

## Diszkográfia

### One Time For Your Mind (1998. március 31.)
1. 1TYM
2. 널 일으켜 (Nol irukhjo; Get Up)
3. 탈출 (Thalcshul; Escape)
4. Good Love
5. Falling in Love
6. 뭘 위한 세상인가 (Mvol ühan szeszanginga; What Is This World For)
7. My Life
8. Heaven
9. 나를 기다려 (Narul kidaljo; Wait for Me)

### Second Round (2000. március 31.)
1. 악 (Ak; Ack)
2. 흑과백 (Hukkvabek; Black and White)
3. Ready Or Not Yo! (Koreai verzió) Feat. SWI.T
4. 쾌지나 칭칭 (Khvedzsina cshingcshing)
5. 구제불능 (Kudzsebulnung; Impossible Relief)
6. One Love
7. 21세기라는게 뭐야 (21 szegiranunge mvoja; What does 21st Century Mean)
8. 1TYMillenium
9. 향해가 (Hjanghega; Headed That Way)
10. 너와나 우리 영원히 또 하나 (Novana uri jongvonhi tto hana; You and Me, Us Forever As One!)
11. Ready Or Not Yo (Angol Verzió)

### Third Time To Yo' Mind (2001. december 13.)
1. Nasty
2. Hello
3. 우와 (Uva; Wow)
4. Make it Last
5. 어젯밤 이야기 (Odzseszpam ijagi; Last Night Story)
6. Hip Hop Kids
7. 어머니 (Omoni; Mother)
8. 버스 (Poszu; Bus)
9. Sucka Busta

### Once N 4 All (2003. november 4.)
1. Intro
2. Uh oh
3. 떠나자 (Ttonadzsa; Let's Set Off)
4. Hot 뜨거 (Hot Ttugo; Feels So Hot)
5. Without You
6. 부제 - 울고싶어라 (Pudzse - Ulkosziphora; Cry)
7. Danny's Interlude
8. Everyday and Night
9. Kiss Me
10. It's Over
11. Teddy's Interlude
12. OK
13. Put'em Up

### One Way (2005. november 5.)
1. One Way (Intro)
2. 니가 날 알어 (Niga nal aro; Do You Know Me?)
3. 어쩔겁니까  (Occsolkopnikka; What You Gunna Do?)
4. 몇 번이나  (Mjot ponina; How Many Times?)
5. The Instruction (Interlude)
6. 위험해 (Ühomhe; Dangerous)
7. Summer Night (Feat. Big Mama)
8. Can't Let U Go
9. Take It Slow (Danny Szólója)
10. Supa Funk (Baek Kyoung Szólója)
11. Get Them Hands Up
12. How It Go
13. Outro (Hippy To Da Hoppa)
14. 어쩔겁니까 (YG Remix) (What You Gunna Do?)
15. 니가 날 알어 (Instrumentális verzió) (Do You Know Me?)